# The Predators
The Predators es una banda de rock japonés formada por Sawao Yamanaka de The Pillows (voces y guitarra), Jiro de GLAY (bajo) y Shinpei Nakayama de Straightener (batería). Tras el término de la gira de su segundo disco, Nakayama  dejó la banda para enfocarse en Straightener; su reemplazo fue Takahashi Takahiro de ELLEGARDEN, que acababa de sacar su primer álbum con la banda.

## Discografía

### Mini-LP
- Hunting!!!! （2005.07.06)
- 牙をみせろ （2008
- THIS WORLD （2010.8.4）
- Monster in your head （2012.08.01）

### DVD
- SHOOT THE MOON TOUR 2008.11.4 at Zepp Tokyo （2009.2.4）
- THIS WORLD TOUR 2010.9.17 at Zepp Tokyo （2011.1.26）
- Monster in your head （2013.02.13）